# 8059 Deliyannis
8059 Deliyannis eller 1957 JP är en asteroid i huvudbältet, som upptäcktes 6 maj 1957 av Indiana Asteroid Program vid Indiana University Bloomington med Goethe Link Observatory. Asteroiden har fått sitt namn efter Constantine Deliyannis.
Asteroiden har en diameter på ungefär 11 kilometer och den tillhör asteroidgruppen Eunomia.